# Брукс Тетяна Олександрівна
Тетяна Олександрівна Брукс (Якуніна) (16 вересня 1958, Чугуїв, Харківська область) — українська письменниця, прозаїк, членкиня Національної спілки письменників України (2020).

## Життєпис
Народилася в Чугуєві, на Харківщині. Батьки розлучилися, коли Тетяні було 9 місяців. Так дівчинка потрапила до батьків матері, що виховували її. 
Дідусь був військовим, тому після його демобілізації в 1965 році родина переїхала з Чугуєва у Черкаси, де Тетяна здобула середню освіту  в середній школі №3 (1975).
1978 закінчила Уманське педагогічне училище (нині — Уманський гуманітарно-педагогічний коледж імені Тараса Шевченка). Працювала вихователькою, а пізніше методистом в дитячому садочку.
1991 — закінчила Київський педагогічний університет ім. Драгоманова 
Звідтоді і донині захоплюється кінологією. Має дві суддівські категорії (німецька вівчарка та хорт). Також захоплюється психологією, астрологією (джйотіш) та езотерикою.
З 2005 по 2017 рік жила на Алясці (США), де й розпочала свою письменницьку діяльність. Там була членкинею  письменницької спілки штата Аляска «49 th Writer’s Guild».
Членкиня Національної спілки письменників України з 2020 року. Друкується з 2012 року.

## Перемоги та звання
- 2012 — Переможець конкурсу на коротке оповідання-фентезі Мультимедійного видавництва Стрельбицького.
- 2014 — Роман «Душа» декілька днів був бестселером на Amazon.com.
- 2019 — Дитяча книжка «Про сміливих Того і Болто» була в шортлисті конкурсу видавництва КМБук.
- 2024 — Лавреатка конкурсу Студії Осьмачки «Шляхи мої неміряні» в номінації «проза».

## Відеосюжети
- «Мій шлях до творчості лежав через Аляску», - Тетяна Брукс в студії «Якщо чесно»
- «У фокусі подій» – літературний проєкт «Чернетка» з Тетяною Брукс та Ганною Клименко-Синьоок
- «Україна іншими очима». Випуск 1. Майкл та Тетяна Брукс: він з Аляски, вона з України
- «Крок до читача»: Тетяна Брукс